# Тухоля (Великопольське воєводство)
Тухоля (пол. Tuchola) — село в Польщі, у гміні Серакув Мендзиходського повіту Великопольського воєводства.
Населення — 66 осіб (2011).
У 1975-1998 роках село належало до Познанського воєводства.

## Демографія
Демографічна структура станом на 31 березня 2011 року:
|          | Загалом | Допрацездатний вік | Працездатний вік | Постпрацездатний вік |
| -------- | ------- | ------------------ | ---------------- | -------------------- |
| Чоловіки | 32      | 9                  | 19               | 4                    |
| Жінки    | 34      | 8                  | 19               | 7                    |
| Разом    | 66      | 17                 | 38               | 11                   |